# Josep Maria Pujol i de Barberà
Josep Maria Pujol i de Barberà (Tarragona, 1871-1949) fou un arquitecte modernista titulat el 27 d'agost de 1892. Arquitecte del ministeri de finances a Barcelona, a Múrcia, a Granada i Còrdova (1893-1897) i arquitecte municipal de Tarragona (1897-1939).

## Tarragona
| Any         | Nom                             | Ubicació                    | Descripció | Estat      | Foto                           |
| ----------- | ------------------------------- | --------------------------- | --- | ---------- | ------------------------------ |
| 1902        | Escorxador Municipal            | C/ Escorxador s/n           | Actualment és la seu del rectorat de la Universitat Rovira i Virgili. | Molt Bo    | Escorxador Municipal           |
| 1903        | Cellers Müller                  | C/ Reial, 34-36             | | Enderrocat | Restes de la façana            |
| 1911 - 1915 | Mercat Central                  | Pça Corsini s/n             | Va ser encarregat per ordenar els punts de venda repartits per la ciutat. Estructurat en tres naus paral·leles i una transversal amb quatre façanes idèntiques i cobertes amb estructura de canó, té unes mides de 75 per 35 metres. Té un aire sezession que recorda la vienesa estació de la Karlsplatz de Otto Wagner. El 2017 es va finalitzar la seva remodelació. | Molt Bo    | Mercat Central                 |
| 1913        | Cases Ripoll                    | pg. de Sant Antoni, 15 i 17 | Ubicada davant de la muralla en una posició elevada que la converteix en un mirador al mar. Va ser encarregada per Leandre Ripoll dissenyada amb tots els elements perquè fos una casa d'estiueig (cavallerisses, camp de tennis, etc.), molt d'ells desapareguts en una reforma del 1970.                                                                              | Correcte   | Part de la primera Casa Ripoll |
| 1917 - 1918 | Cooperativa Obrera Tarraconense | C/ Fortuny, 23              | Projectat l'any 1917, no va ser inaugurat fins al 1932 amb un estil de transició i abandonament dels signes modernistes. La façana està acabada en ceràmica a primer pis. | Correcte   | Façana de la Tarraconense      |
| 1920        | Casa Bofarull                   | Rambla Nova, 37             | Es tracta d'un edifici d'habitatges amb façana a dos carrers de transició entre modernisme i noucentisme construïda per a les germanes Bofarull. | Molt bo    | Casa Sanromà o Casa Bofarull   |
| 1923        | Col·legi La Salle               | Pl. Imperial Tàrraco, s/n   | | Bo         | Vista actual de l'edifici      |
| 1927        | Casa Dr. Aleu                   | Rambla Nova, 97             | Realitzada en un modernisme tardà, presenta senzilles decoracions a la façana. Per sobre dels seus dos pisos originals, el 1988 es va afegir un cos addicional. | Molt bo    | Casa Dr. Aleu                  |

Amb Adolf Ruiz i Casamitjana va guanyar el concurs per a l'Orfenat Ribas de Barcelona, però el seu projecte no es va realitzar.